# Effektivitet i konsumtionen
Effektivitet i konsumtionen syftar på enskilda individers konsumtion när de strävar efter att köpa de varor som bäst tillfredsställer behoven. Om en konsument väljer bort en ny cykel framför en ny lampa, och har större behov av lampan, så har denne varit effektiv i konsumtionen (förutsatt att cykeln och lampan hade samma pris).